# Municipio de Philadelphus
El municipio de Philadelphus (en inglés: Philadelphus Township) es un municipio ubicado en el  condado de Robeson en el estado estadounidense de Carolina del Norte. En el año 2000 tenía una población de 2.803 habitantes.

## Geografía
El municipio de Philadelphus se encuentra ubicado en las coordenadas 34°45′16.83″N 79°10′3.14″O / 34.7546750, -79.1675389.